# Rhododendron excelsum
Rhododendron excelsum är en ljungväxtart som beskrevs av A. Cheval. Rhododendron excelsum ingår i släktet rododendron, och familjen ljungväxter. Inga underarter finns listade i Catalogue of Life.